# Flaggleutnant
Der Flaggleutnant war ein Dienstposten der Marine. Außerhalb der Marine wird diese Funktion als Aide-de-camp bezeichnet.

## Aufgaben
Der Flaggleutnant hatte die Funktion eines Adjutanten eines Geschwaderchefs. Er hatte den Rang eines Leutnants zur See, Oberleutnants zur See oder eines Kapitänleutnants. Der Flaggleutnant war stets auf dem Flaggschiff stationiert.